# Charpentier-Pyramide
Die Charpentier-Pyramide ist ein pyramidenförmiger Berg im ostantarktischen Coatsland. Sie ragt 1080 m hoch im nordwestlichen Abschnitt der Herbert Mountains in der Shackleton Range auf.
Das UK Antarctic Place-Names Committee benannte sie 1971 nach dem deutsch-schweizerischen Glaziologen Johann von Charpentier (1786–1855), der 1835 einen Beweis für die frühere Ausdehnung inzwischen kleinerer Gletscher erbracht hatte.